# Hôpital de Sisteron
L'hôpital de Sisteron est un hôpital situé à Sisteron, en France.

## Localisation
L'hôpital est situé sur la commune de Sisteron, dans le département français des Alpes-de-Haute-Provence.

## Historique
L'édifice est inscrit au titre des monuments historiques en 1989.